# 減勢工
減勢工（げんせいこう）は、ダム等の放流設備において水勢を抑制するための設備である。放流設備は上流側と下流側とで水面に落差があり、放流される水は落差に応じた運動エネルギーを得ることになる。流速が波速より大きい射流と呼ばれる状態のまま下流へ放流すると、強い水勢のために河床や河岸を削りダム等の安全性を損なう恐れがある。これを防ぐためには水勢を抑制し、流速が波速より小さい常流と呼ばれる状態にしてから下流へ放流する必要がある。

## 形式
跳水式
跳水現象を利用した最も一般的な減勢工である。斜面から緩やかに水平面へと移行する単純な構造を持ち、水平面は水叩きと呼ばれる。斜面に沿って流下した水流は水叩きにおいて渦が形成され射流から常流へと変化する。水底に張り付いた射流が下流へ達するのを防止するため、水叩きの末端付近に段差を設けることもある。下流部の水深が大きい場合には射流が水底に張り付いて跳水が起こりにくくなるため、水叩きにゆるやかな傾斜を持たせる傾斜水叩きが用いられる。流量が大きい場合には水叩きに窪みを設けて渦を発生させるバケット形水叩きが用いられることもある。
放水式
水流を一旦空中に放ってから落下させることで常流にする。水を放水口から自由落下させる自由落下式と、斜面に沿わせて流下させた水を上方へ曲げて放出し落下させるスキージャンプ式がある。着水させる水面付近の河床は必要に応じてコンクリートなどで保護される。
その他
小規模な堰などにおいては衝撃型や噴流拡散型などが用いられることもある。